# Posición corta

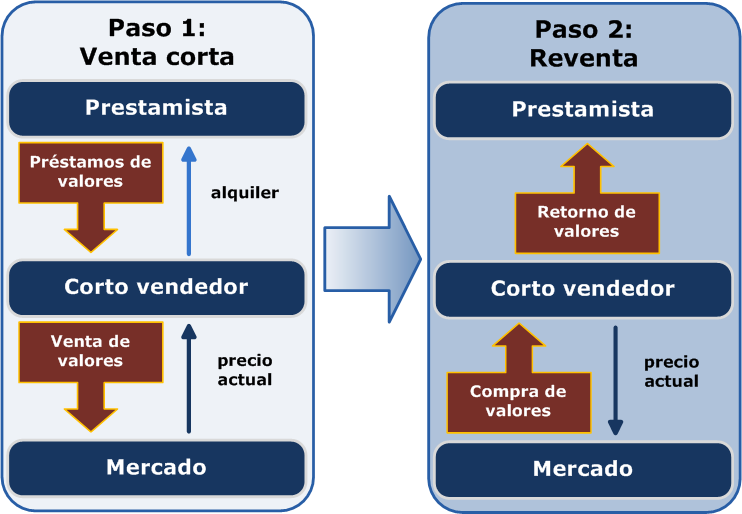
La imagen representa una venta corta en dos pasos.

En finanzas, venta corta (del inglés short-selling), posición corta o posición en corto es la operación financiera consistente en la venta por  un agente que interviene en el mercado de un activo que no posee. Este activo puede ser adquirido para su venta mediante un préstamo de títulos.
Cuando llega en un momento posterior el momento de devolver los títulos que fueron objeto del préstamo, deben ser comprados idénticos valores. El que realiza la operación espera obtener un beneficio económico en la medida que el valor del título haya bajado porque lo vende a un precio superior (momento inicial) que cuando los compra (momento posterior). Si por el contrario los valores subieran, sufriría una pérdida. 
El término corto debe entenderse como falto o escaso como en la frase ando corto de dinero o corto de oído y no tiene relación con el plazo de la operación.[cita requerida] Las ventas cortas se ocupan principalmente en operaciones de corto plazo para aprovechar el hecho de que los mercados tienden a experimentar caídas en precios de manera más rápida que sus subidas en precios. Sin embargo, el hecho de que la mayoría de los mercados financieros tienen una tendencia a largo plazo al alza y su mayor exposición para una ganancia limitada comparada a las compras tradicionales limita el uso de las ventas para inversiones a largo plazo.[cita requerida]

## ¿Cómo funcionan las posiciones cortas?
Para efectuar una transacción de posición corta, el vendedor pide activos prestados a un inversionista prestamista, para venderlos al precio vigente. Esto lo hace con el propósito de comprarlos más adelante a un precio menor y obtener la diferencia como ganancia. Para ello se basa en el supuesto de que en el futuro el valor del activo financiero caerá en el mercado. La transacción de préstamo es cubierta con un contrato con vencimiento y una tarifa de alquiler estipulada en el mismo.
En otras palabras, un inversor toma prestada una acción del propietario por una, no muy alta, tarifa de préstamo. Luego vende esta acción a un precio determinado en el mercado. Pasado un tiempo, cuando el precio del activo cae en el mercado, el inversor que inicialmente pidió las acciones prestadas, las compra para devolverlas. Su estrategia es exitosa porque obtiene una ganancia, que es la diferencia entre el precio en que vendió y el precio en que compró, menos la tarifa de préstamo.

## Riesgos y posibles pérdidas
Al realizar ventas cortas, existe el riesgo de perder incluso más que el 100% del capital negociado, dado que las acciones no tienen un techo que limite sus alzas. 
Es decir, quienes compran acciones en una operación normal, el mayor riesgo que pueden afrontar es el de perder todo el monto que en un principio invirtieron. En el caso de ventas cortas las pérdidas pueden superar ampliamente el monto de la operación inicial.
Por ejemplo, si uno hace una venta corta de una acción a 1000 €, puede que llegado el plazo de la recompra esta cueste 2500 €, lo que implicaría una pérdida de 250% para quien es el titular de las acciones.

## Posibles beneficios
El límite de ganancias también es desfavorable. En una compra de acciones tradicional, el valor de dichas acciones puede multiplicarse numerosas veces, multiplicando la inversión inicial. Sin embargo, en una venta corta el límite de ganancias es el precio de las acciones, dado que las acciones no tienen precios negativos. Es decir, en un escenario ideal, el inversionista hace una venta de una acción de 100 € y las recompra a 1 €, para una ganancia del 99,9%. No obstante, debe tenerse en cuenta que en realidad no hubo una inversión inicial, puesto que los valores que vendió los tomó en préstamo.

## Actividad especulativa
La venta corta se ha asociado a menudo con el abuso del mercado y con posibles actos irregulares e incluso delictivos. También se ha puesto en duda el contrasentido que supone el comportamiento de los grandes fondos de pensiones y aseguradoras tenedores de grandes paquetes de acciones que tienen como objetivo que el valor de sus títulos suba el máximo y que sin embargo los prestan a unas entidades que tratan de que el valor del título caiga. Sin embargo, otros argumentan que estas prácticas tienen como efecto que se alcance más rápidamente el precio real de mercado, favoreciendo la eficiencia, reduciendo el riesgo para los demás y aportando liquidez.